# The Out-of-Towners
The Out-of-Towners från 2004 är ett livealbum med pianisten Keith Jarrett och hans ”Standards Trio”. Det spelades in 2001 på Operan i München.

## Låtlista
1. Intro – I Can't Believe That You're in Love with Me (Clarence Gaskill/Jimmy McHugh) – 12:10
2. You've Changed (Bill Carey/Carl Fischer) – 8:13
3. I Love You (Cole Porter) – 10:01
4. The Out-of-Towners (Keith Jarrett) – 19:45
5. Five Brothers (Gerry Mulligan) – 11:13
6. It's All in the Game (Charles Dawes/Carl Sigman) – 6:47

## Medverkande
- Keith Jarrett – piano
- Gary Peacock – bas
- Jack DeJohnette – trummor